# Jonathan Torres (cyclisme)
Pour le joueur français de rugby, voir Jonathan Torres. Pour les homonymes, voir Torres.
Jonathan Torres, né le 15 août 1982, est un coureur cycliste panaméen, triple champion de Panama sur route.

## Biographie
En 2001, il fut champion de Panama sur route puis l'année suivante et en 2008.

## Palmarès
- 2001
  -  Champion de Panama sur route
- 2002
  -  Champion de Panama sur route
- 2005
  - Tour du Panama
- 2006
  - Tour du Panama :
    - Classement général
    - 3e étape
- 2007
  - 3e du Tour du Panama
- 2008
  -  Champion de Panama sur route
  - 3e du Tour du Panama
- 2009
  - 3e du Tour du Panama